# كينيث بولز
كينيث بولز (بالإنجليزية: Kenneth Bowles)‏ هو عالم فلك أمريكي، ولد في 1929، وتوفي في 15 أغسطس 2018 في سولانا بيتش في الولايات المتحدة.

## وصلات خارجية
- الموقع الرسمي